# Фуюцуки (эсминец, 1944)
Фуюцуки (яп. 冬月, «Зимняя Луна») — японский эскадренный миноносец времён Второй Мировой войны типа «Акидзуки».

## Строительство
Корпус корабля был заложен 8 мая 1943 года на стапеле Морского арсенала в Майдзуру. Спущен на воду 20 января 1944 года, вступил в строй 25 мая 1944 года. Стал восьмым эсминцем этого типа и первым во втором подтипе (включающем также «Харуцуки», «Ёидзуки» и «Нацудзуки»).

## История службы
После вступления в строй корабль был зачислен в состав 11-го дивизиона эскадренных миноносцев. 29 июня «Фуюцуки» совершил первый поход из Йокосуки до Титидзимы, а 15 июля его перевели в состав 41-го дивизиона.
15-17 июля эсминец совершил транспортный рейс из Курэ до Окинавы. 29 июля-4 августа он эскортировал «Дзуйхо» вместе с конвоем из Йокосуки до Титидзимы, и вернулся после этого в Куре.
21-25 сентября корабль прошёл докование в Йокосуке.
12 октября «Фуюцуки» эскортировал лёгкий крейсер «Оёдо», и во Внутреннем море был атакован американской подводной лодкой «Трепанг», добившейся торпедного попадания в его носовую часть. Корабль получил повреждения средней тяжести (затоплена часть носовых отсеков, вышла из строя первая артустановка), которые были исправлены в ходе ремонта в Куре 14-20 октября. Этой недели простоя оказалось достаточно, чтобы эсминец не смог принять участие в сражении в заливе Лейте.
23-30 ноября «Фуюцуки» сопроводил авианосец «Дзюнъё» из Куре в Манилу с заходом в Мако. 1-3 декабря эсминец провёл тот же «Дзюнъё» из Манилы в Мако, а 3-9 числа сопроводил «Дзюнъё» и линкор «Харуна» в переходе до Сасебо.
С декабря 1944 по март 1945 года «Фуюцуки» находился во Внутреннем море, совершая учебные походы. 31 января он наскочил на не обозначенную на картах песчаную банку в районе города Оита, получив лёгкие повреждения носовой части (исправлены в ходе докового ремонта 23-27 февраля в Куре).
6-7 апреля «Фуюцуки» принимал участие в операции «Тэн-Го», занимая позицию в ордере «Ямато» на его кормовых курсовых углах. Эсминец вёл зенитный огонь по американским самолётам (малоэффективный ввиду их огромного количества), принял на борт выживших с «Ямато» после его гибели (став таким образом флагманом соединения), позже снял экипаж с тяжело повреждённого «Касуми» и добил его торпедами. Сам «Фуюцуки» получил в ходе боя лёгкие повреждения, потеряв 12 членов экипажа убитыми и 12 ранеными. Это было связано с низким приоритетом его как цели у американцев в силу сильной ПВО, и отсутствии у них задачи полного уничтожения японского соединения.
После боя «Фуюцуки» прошёл ремонт в Сасебо. 1 июня вместе со всем 41-м дивизионом он был включён в состав 31-й эскортной эскадры. Эсминец простоял до конца войны в Модзи. 20 августа 1945 года там же он подорвался на мине, в результате чего была полностью оторвана корма. Корабль не восстанавливался. После войны , его корпус вместе с корпусами эсминцев Судзуцуки и Янаги (1917) использовался как волнолом в Китакюсю.

## Командиры
5.5.1944 — 1.3.1945 капитан 2 ранга (тюса) Эйдзи Сакума (яп. 作間英邇);
1.3.1945 — 20.11.1945 капитан 2 ранга (тюса) Хироо Ямано (яп. 山名寛雄).